# Шта је с тобом, Нина
Шта је с тобом, Нина је југословенски филм снимљен 1984. године који је режирала и написала сценарио Гордана Бошков.

## Кратак садржај
Прича о савременој девојци у потрази за сопственим идентитетом. Две љубави између којих се колеба доводе је у сукоб са самом собом и све њене дилеме, размишљања и трауме долазе до пуног изражаја.

## Улоге
| Глумац                   | Улога                  |
| ------------------------ | ---------------------- |
| Снежана Савић            | Нина Марковић          |
| Радко Полич              | Марко Кораћ            |
| Миодраг Петровић Чкаља   | Богдан                 |
| Љиљана Јанковић          | Наталија               |
| Никола Ђуричко           | Борис                  |
| Милутин Бутковић         | Будимир                |
| Танасије Узуновић        | Тренер                 |
| Велимир Бата Живојиновић | Милоје                 |
| Миленко Павлов           | Младожења              |
| Даница Максимовић        | Саша                   |
| Драгомир Гидра Бојанић   | Возач аутобуса         |
| Томанија Ђуричко         | Наталијина пријатељица |
| Ванеса Ојданић           | Жена са лепом блузом   |
| Мелита Бихали            | Чистачица              |
| Предраг Милинковић       | Конобар                |